# Franc Jazbec
Franc Jazbec, slovenski politik, poslanec in poslovnež, * 11. september 1954, Celje.

## Življenjepis
Franc Jazbec, član Slovenske demokratske stranke, je bil leta 2004 izvoljen v Državni zbor Republike Slovenije; v tem mandatu je bil član naslednjih delovnih teles:
- Komisija za narodni skupnosti,
- Odbor za lokalno samoupravo in regionalni razvoj (predsednik) in
- Odbor za zdravstvo.